# Circonscription de Wolemera
La circonscription de Wolemera est une des 177 circonscriptions législatives de l'État fédéré Oromia, elle se situe dans la Zone Ouest Shoa. Son représentant actuel est Arega Sufa Beyecha.